# Jorge Herrando
Jorge Herrando Oroz (Campanas, Navarra, 28 de febrero de 2001) es un futbolista español que juega como defensa central en el Club Atlético Osasuna de la Primera División de España.

## Trayectoria
Formado en la cantera del CA Osasuna, debuta con el filial el 13 de mayo de 2018 al entrar como suplente en los minutos finales de una derrota por 4-0 frente al CD Vitoria en la Segunda División B. Logra debutar con el primer equipo el 15 de diciembre de 2020 en una goleada por 0-6 frente a la UD Tomares en la Copa del Rey, donde jugó los últimos minutos del encuentro.
Tras convertirse en un habitual jugador del filial, el 15 de julio de 2021 se oficializa su renovación con el club hasta 2024 y su cesión a la UD Logroñés de la Primera Federación.
El 2 de mayo de 2023, debuta como titular en LaLiga Santander, ante F. C. Barcelona, en el partido disputado en el Spotify Camp Nou y en el que acaba expulsado.

## Clubes
Actualizado al último partido disputado el 3 de mayo de 2025.
| Club                    | País   | Año       | Partidos | Goles |
| ----------------------- | ------ | --------- | -------- | ----- |
| C. A. Osasuna "B"       | España | 2018-2023 | 76       | 6     |
| C. A. Osasuna           | España | 2020-act. | 47       | 2     |
| U. D. Logroñés (cedido) | España | 2021-2022 | 19       | 0     |

Debut en 1ª División: 2 de mayo de 2023, F.C. Barcelona 1-0 C.A. Osasuna
| Temporadas en 1ª | Partidos en 1ª | Goles en 1ª | Partidos en Copa | Goles en Copa | Internacional |
| ---------------- | -------------- | ----------- | ---------------- | ------------- | ------------- |
| 4                | 38             | 1           | 9                | 1             | Ninguna       |